# 게르프쥐여우원숭이
게르프쥐여우원숭이(Microcebus gerpi)는 쥐여우원숭이의 일종으로 마다가스카르 동부 지역의 사하피나 숲(Sahafina Forest), 안다시베-만타디아 국립공원 인근에서만 유일하게 발견된다. 이 발견은 2012년 독일과 말라가시 연구팀에 의해서 발표되었다. 사하피나 숲은 게르프(GERP, 프랑스어: Groupe d'Étude et de Recherche sur les Primates de Madagascar, 마다가스카르 영장류 조사 및 연구를 위한 그룹)—마다가스카르의 여우원숭이 연구조사 및 보존 그룹—가 2008년과 2009년에 이 숲을 조사하기 전까지는 이 숲의 여우원숭이 종 목록이 작성되어 있지 않았다.
연구팀은 유전 정보와 측정치, 그리고 사진 판독 자료에 기초하여 게르프쥐여우원숭이가 58km 떨어진 곳에서 발견되는 굿맨쥐여우원숭이와는 구별되는 미기록 종의 하나라는 사실을 확인했다. 게르프쥐여우원숭이는 몸무게가 평균 68g으로 약 44g인 굿맨쥐여우원숭이와 비교하여 현저히 크다. 남쪽에 사는 이웃 종으로 가장 가까운 종인 졸리쥐여우원숭이와 비교될 정도로 크지만, 꼬리 길이와 유전적 특정이 다르다.
최근에 발견된 종들때문에 습성과 의사소통 방식, 생태, 번식 등에 관한 내용이 일부 밝혀지고 있다. 저지대 상록수 우림의 작은 지역에 제한적으로 나타나며, 서식지 감소때문에 심각한 멸종 위험에 놓여 있다.

## 진화 및 분류의 역사

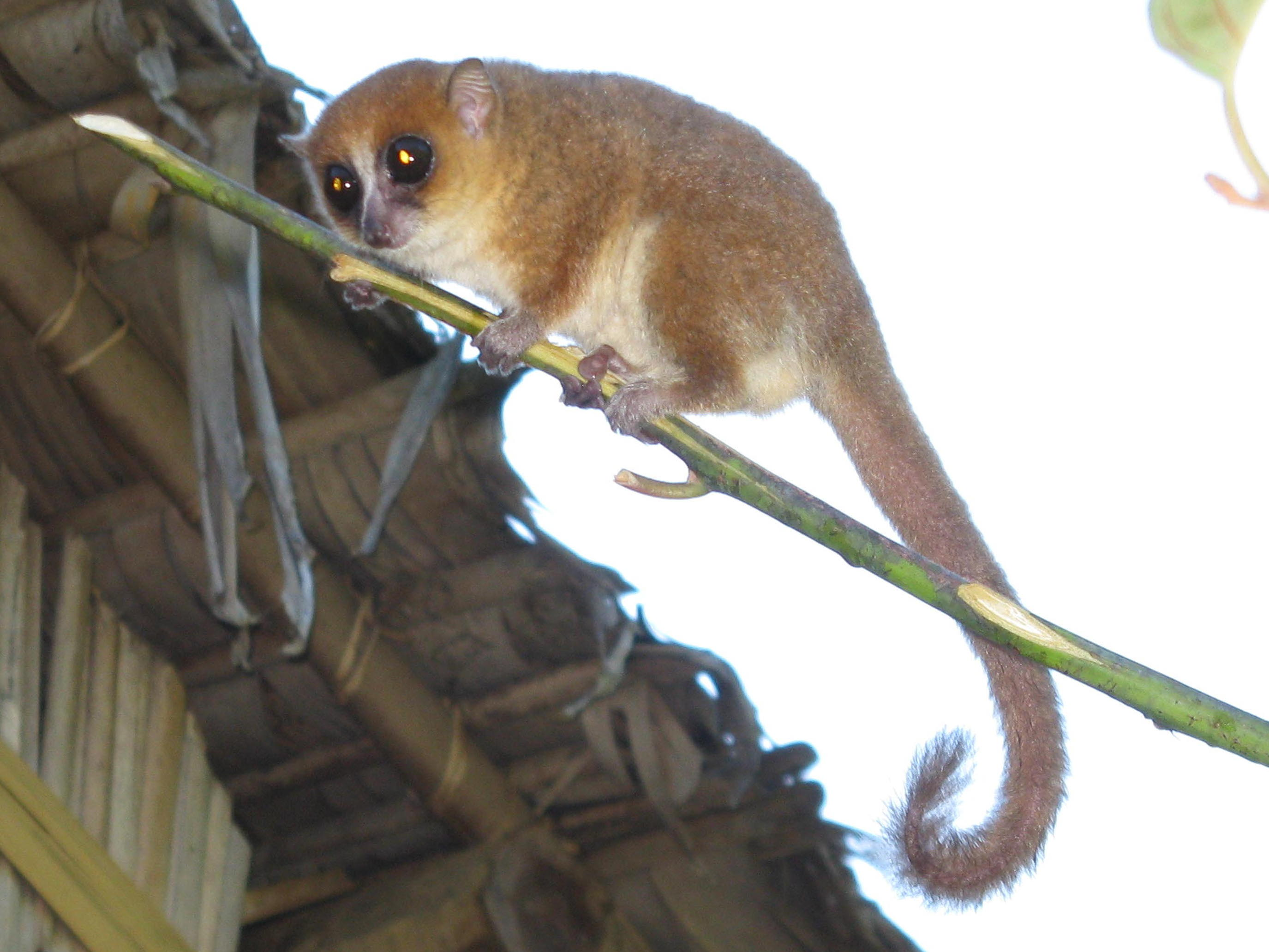
처음 생포되어 기록된 표본(사진), 2009년 6월 25일 풀어 주었다.

게르프쥐여우원숭이는 이전에는 연구된 적이 없는 저지대 숲인 만타디아 국립공원 인근의 마다가스카르 동부 지역, 사하피나 숲에서 게르프(GERP, Groupe d'Étude et de Recherche sur les Primates de Madagascar)의 독일과 말라가시 연구원들이 발견했다. 이 종의 첫 번째 표본(정기준표본)은 2009년 6월 25일에 처음 생포했으며, 유전자 샘플 채취와 측정 그리고 사진 촬영 후에 풀어줬다. 당시에는 이 종이 기존의 작은쥐여우원숭이와는 다른 별도의 종이라는 사실을 알지 못했다. 2종의 다른 종기준표본(paratype)도 측정하고 기록했지만, 초기 연구의 출판 전에는 어떤 실물 표본도 구하지 못했다.
이 발견은 2012년에 저널 《영장류 (Primates)》를 통해 발표되었다. 이름은 이 종을 기록한 연구 및 보존팀의 이름을 따서 지었다. 게르프쥐여우원숭이는 인근에 사는 모든 쥐여우 종들과 유전적 신체적으로 달랐다. 게르프쥐여우원숭이의 꼬리는 근연종들보다 길고, 남쪽에 사는 근연종 졸리쥐여우원숭이는 이 쥐여우원숭이 보다 18%나 짧다. 또한 몸무게는 68g으로 더 무겁고, 약 44g의 굿맨쥐여우원숭이보다 일반적으로 더 크다. 게르프쥐여우원숭이는 근처의 북쪽에 사는 시몬스쥐여우원숭이와 유전적으로 현저히 다르다.